# Fotoblogg

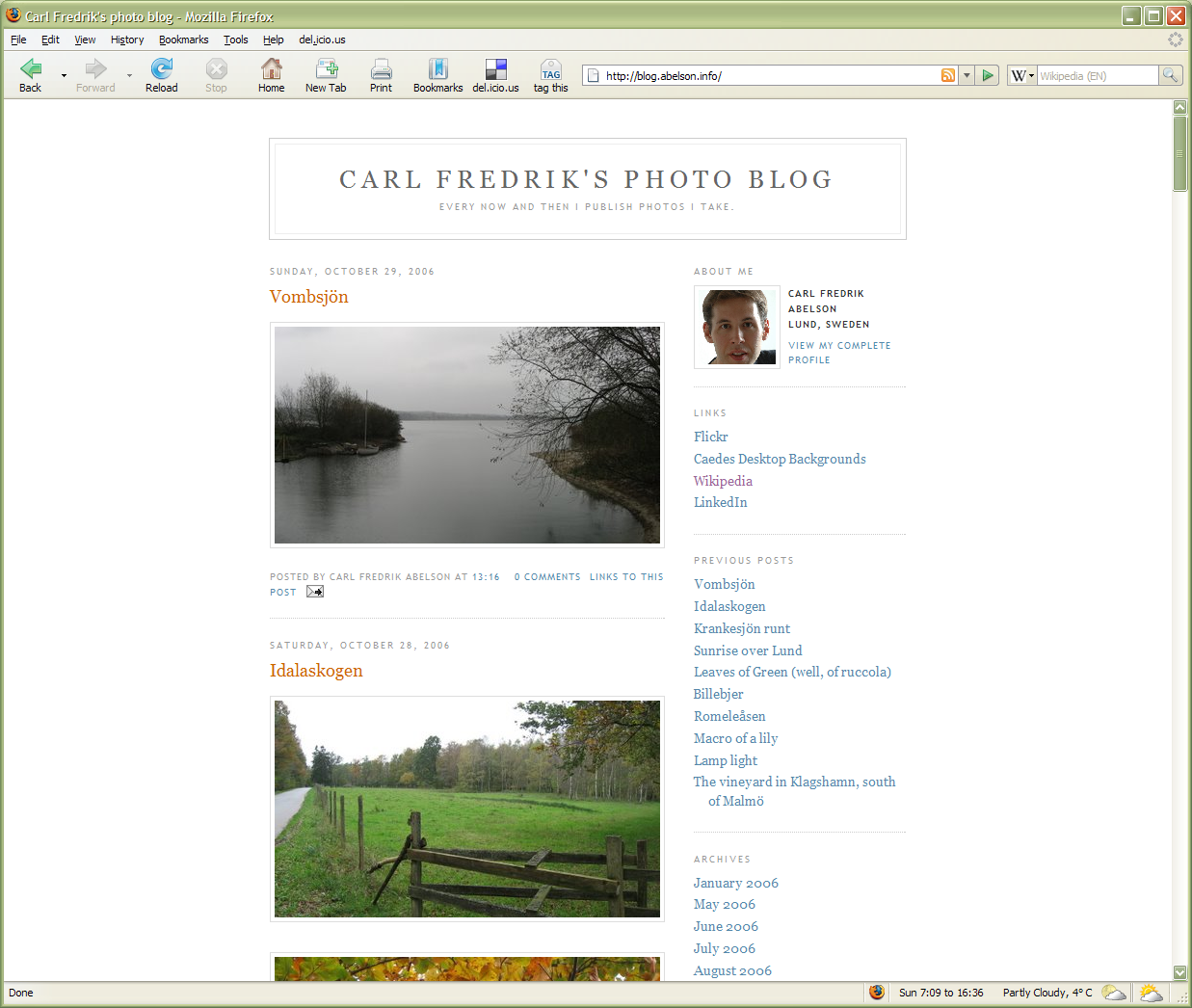
En personlig fotoblogg.

En fotoblogg är en form av blogg som skiljer sig från andra bloggar genom fokuseringen på, och den talrika förekomsten av, fotografier snarare än text.
Wordpress, blogger och tumblr är vanliga bloggtjänster för fotobloggare. Hos flera av dessa går det till exempel att hitta teman som är specialanpassade för att företrädesvis visa upp just fotografier.
Sanna Lund, redaktör på Moderskeppet, anser att även Instagram är ett sätt att fotoblogga på även om det inte uttalat är ett bloggverktyg.
Att fotoblogga kan vara ett sätt för amatörfotografer att dela med sig av, och få kommentarer på, sina bilder. Det är heller inte helt ovanligt med olika typer av fotoutmaningar fotobloggar emellan. Det kan röra sig om veckoutmaningar, månadsutmaningar, helårsutmaningar eller enskilda utmaningar vid olika tillfällen. Två av de äldsta svenskspråkiga fotoutmaningarna som fortfarande pågår är "Ett foto i timmen" (EFIT) och "Tisdagstema". EFIT har pågått sedan 2004 och handlar om att under en eller två dagar i månaden fotografera och på sin blogg publicera ett foto i timmen. Även Tisdagstema har pågått sedan 2004 och är inspirerad av den engelskspråkiga bloggutmaningen Photofriday (som i sin tur varit igång sedan 2002) som handlar om att en dag i varje vecka utse ett tema att tolka fotografiskt på sin fotoblogg.
Årligen delas olika priser för bästa fotoblogg ut världen över. Till exempel "Photoblog Awards" som delades ut mellan 2006 och 2013. Veckorevyns blog awards, som delades ut mellan 2008 och 2014 innehöll även den kategori för bästa foto.